# Ђинерика (Валча)
Ђинерика (рум. Ginerica) насеље је у Румунији у округу Валча у општини Николаје Балческу. Oпштина се налази на надморској висини од 421 m.

## Становништво
Према подацима из 2002. године у насељу је живело 31 становника, од којих су сви румунске националности.